# Bennemühlen
Bennemühlen ist ein Ortsteil der Gemeinde Wedemark in der niedersächsischen Region Hannover.

## Geschichte
Im Zuge der Gebietsreform in Niedersachsen, die am 1. März 1974 stattfand, wurde die zuvor selbständige Gemeinde Bennemühlen in die neue Gemeinde Wedemark eingegliedert.
Das Rittergut befindet sich im Besitz der Familie von Bothmer.

## Politik

### Ortsrat
Der Ortsrat verantwortet die Ortsteile Bennemühlen, Berkhof (mit Plumhof und Sprockhof) und Oegenbostel (mit Bestenbostel und Ibsingen) gemeinsam und besteht aus sieben Ratsmitgliedern der folgenden Parteien:
- WGW: 4 Sitze
- CDU: 3 Sitze

(Stand: Kommunalwahl 12. September 2021)

### Ortsbürgermeister
Der Ortsbürgermeister ist Dirk Görries (WGW). Sein Stellvertreter ist Martin Becker (CDU).

### Wappen
Der Entwurf des Kommunalwappens von Bennemühlen stammt von dem Heraldiker und Wappenmaler Gustav Völker, der zahlreiche Wappen in der Region Hannover erschaffen hat. Die Genehmigung des Wappens wurde durch den Regierungspräsidenten in Lüneburg am 1. Juli 1966 erteilt.
| Wappen von Bennemühlen | Blasonierung: „In Silber aus schrägrechtem, blauem Schildfuß, belegt mit einer silbernen Wolfsangel, ein aus Wellen herausragendes, schwarzes Mühlrad, belegt mit einem stehenden, roten Mühleisen.“ |
| Wappen von Bennemühlen | Wappenbegründung: Das Mühlrad soll an die einstige Gutsmühle erinnern, die als Bannmühle eine Monopolstellung einnahm. In diesem Mühlrad ist ein Mühleisen zu sehen, das die Aufgabe hat den Mühlstein zu bewegen. Solch ein Mühleisen führte auch die Familie „von Bennemühlen“ in ihrem Wappen, die dem Ort den Namen gab. Diese Familie erscheint in Urkunden des 14. und 15. Jahrhunderts und wird dann von einem anderen Geschlecht abgelöst. Nach dem Ausfindigmachen des Wappens gelang es die Symbole in gleicher Form und Farbgebung in das Ortswappen zu übernehmen. Das Wasser fällt von oben ein, wie es bei mittelschlächtigen Wassermühlen der Fall war. Die Wolfsangel bringt die Zugehörigkeit der Gemeinde zum Landkreis Burgdorf zum Ausdruck. |

## Kultur und Sehenswürdigkeiten

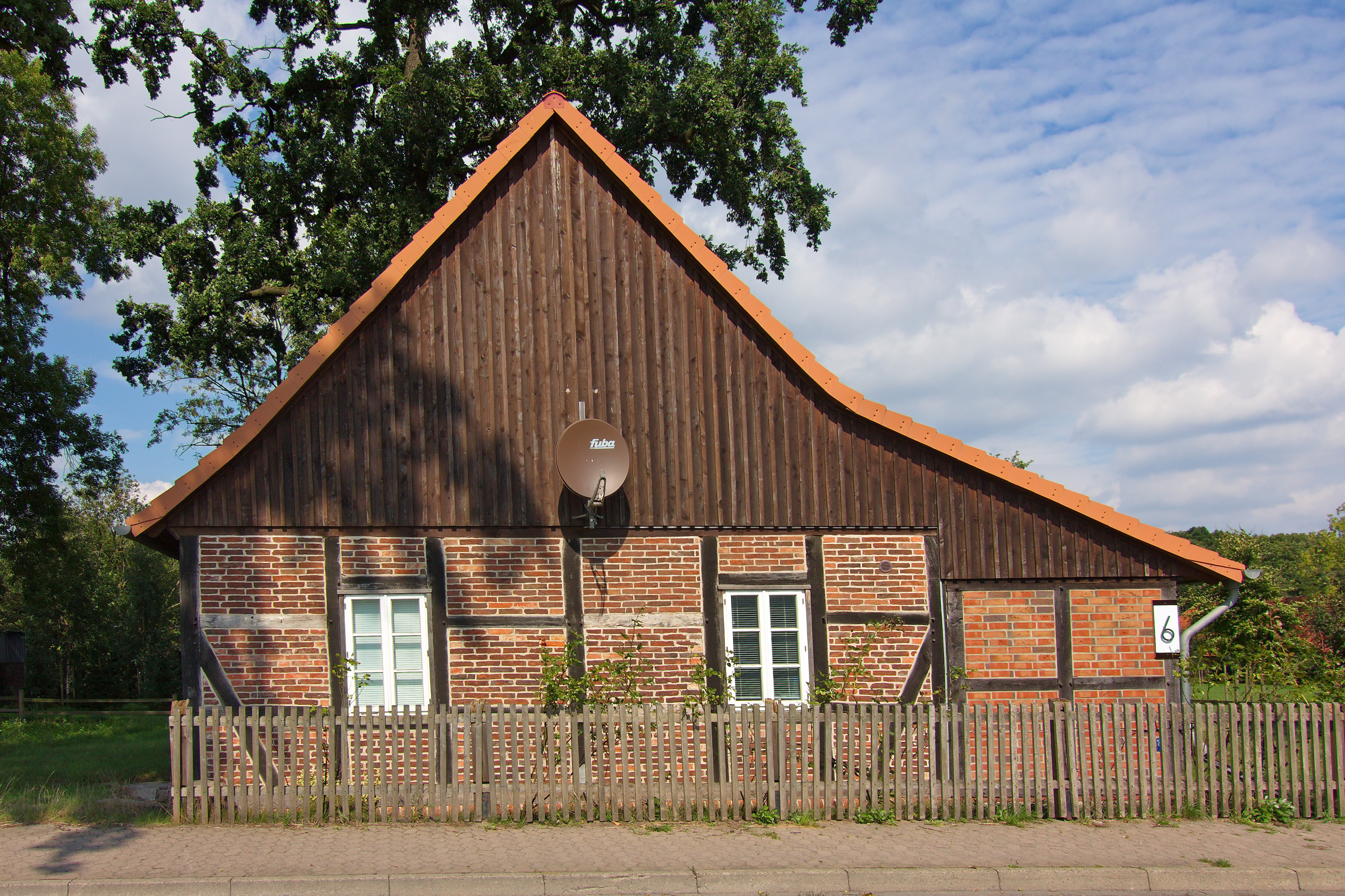
Altenteiler
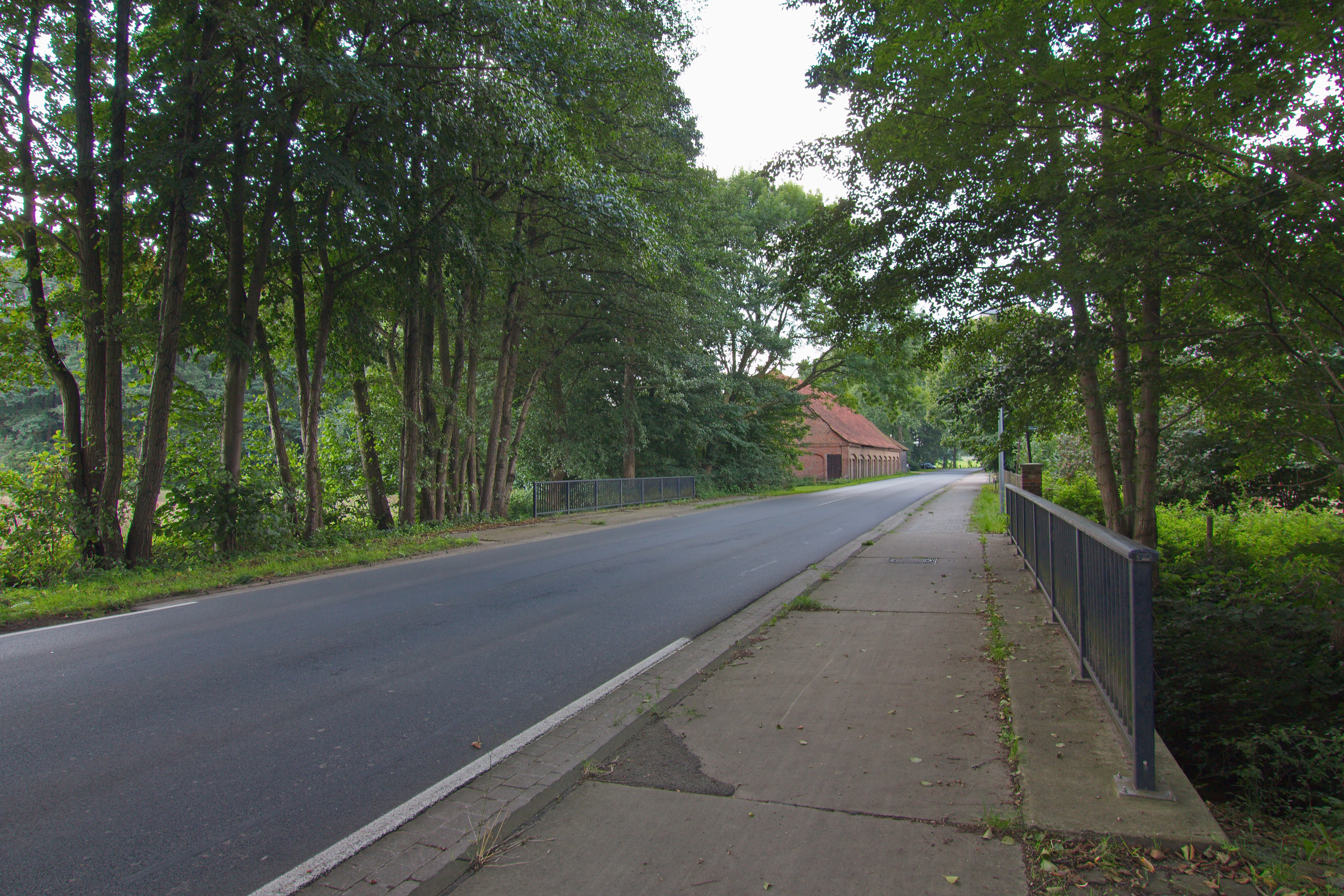
Ortsblick
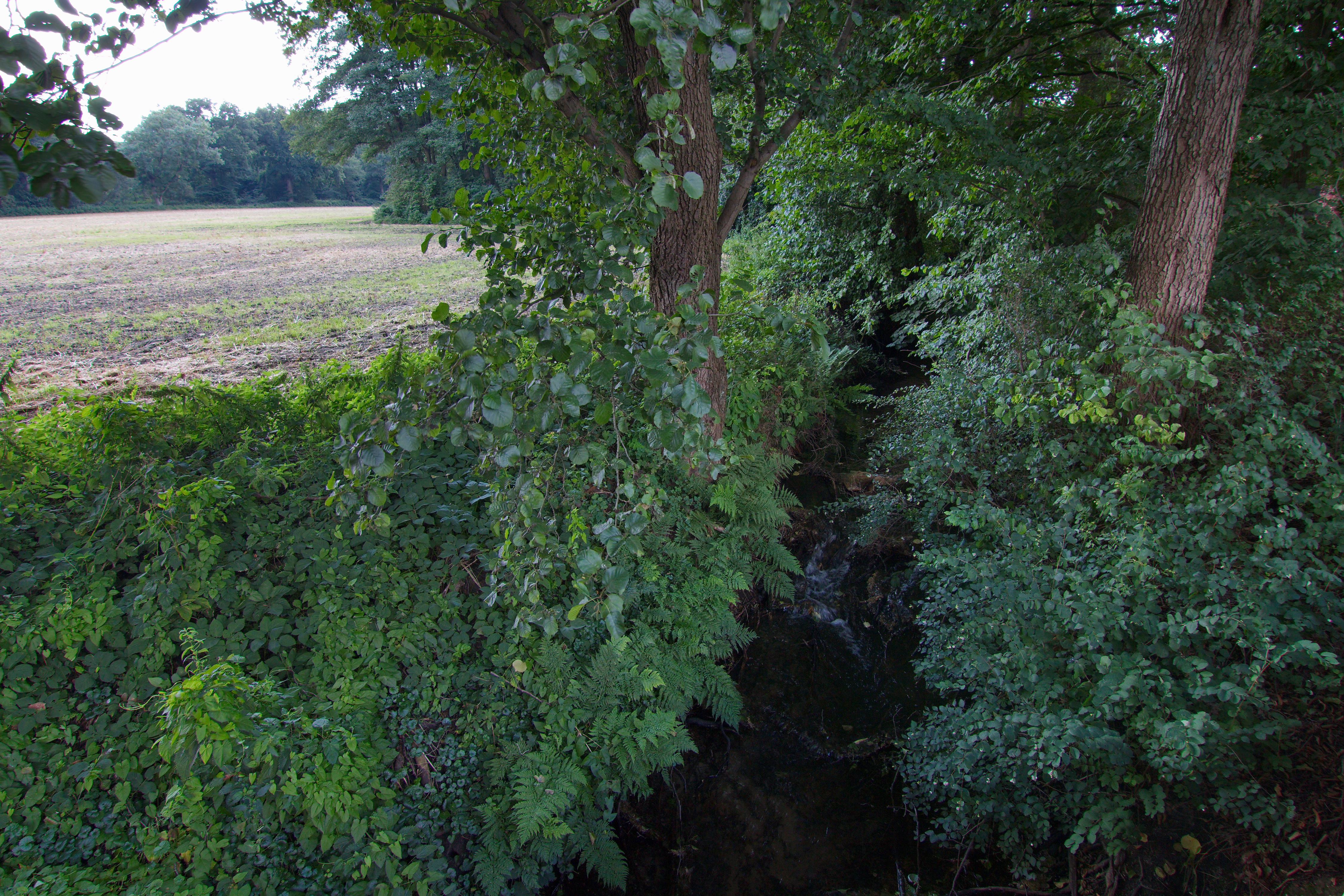
Mühlenbach
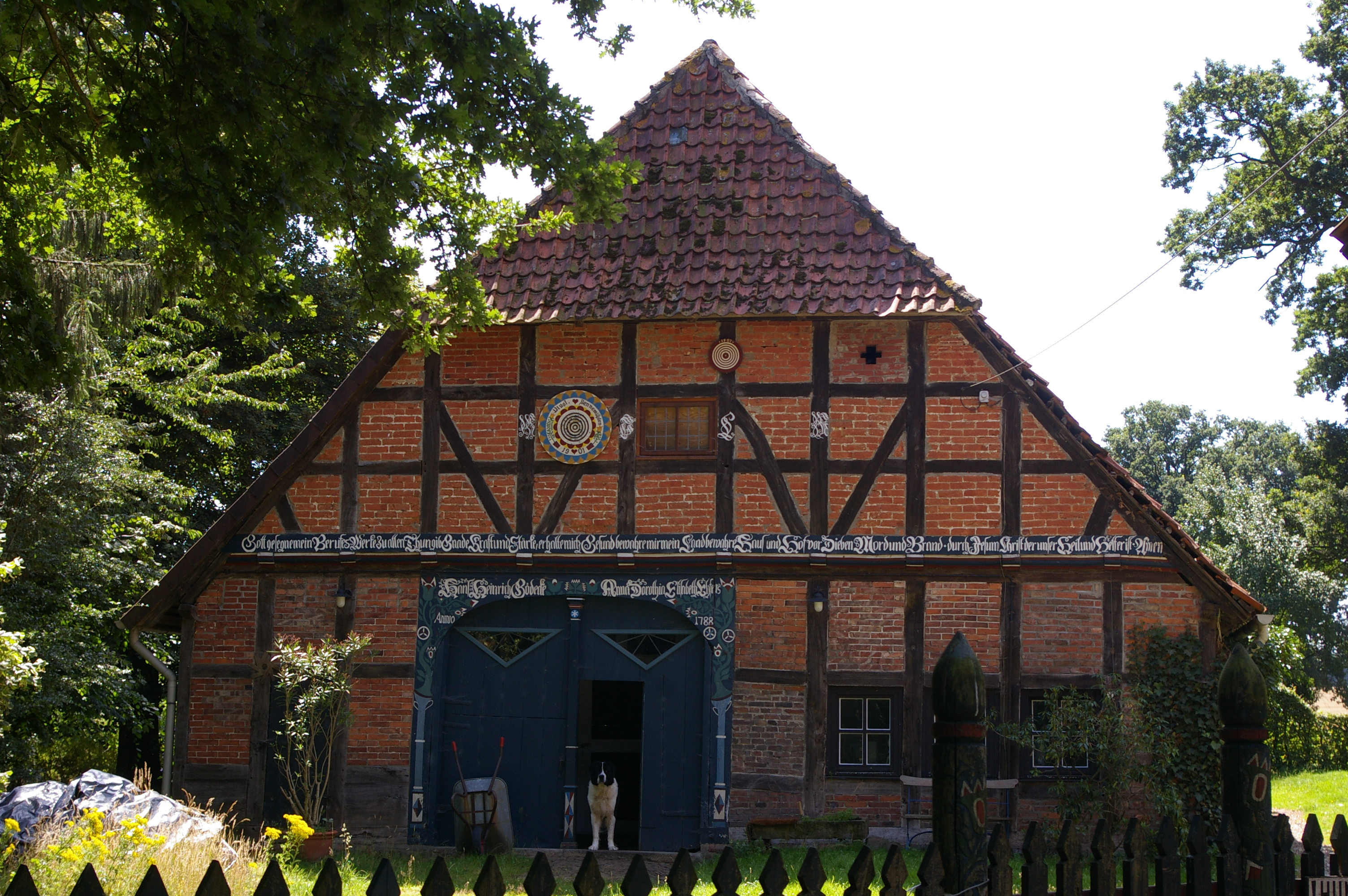
Hofstelle

## Wirtschaft und Infrastruktur

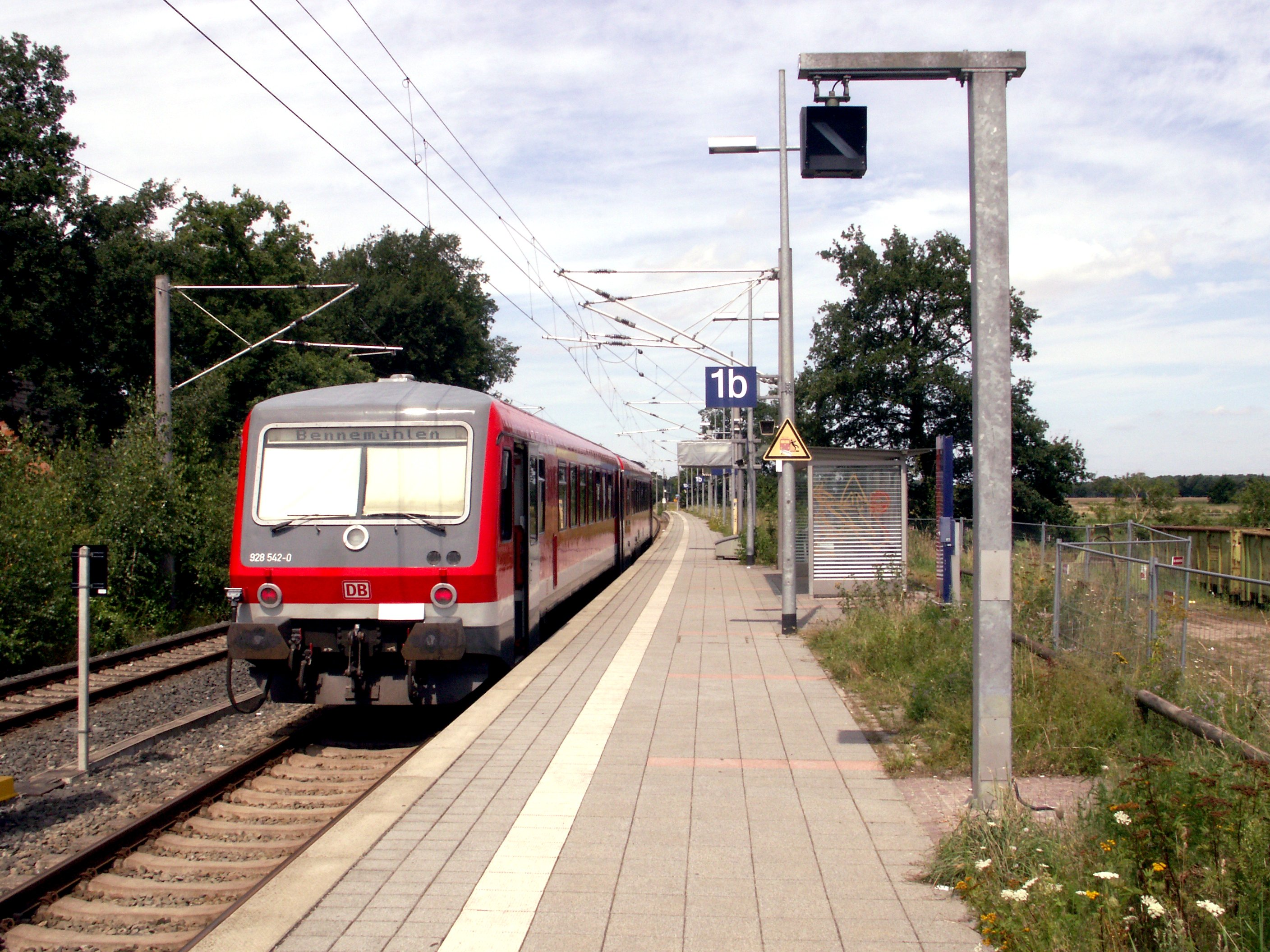
Bahnhof Bennemühlen an der Heidebahn

Bennemühlen ist ein kleiner, sehr ländlich geprägter Ort. Er verfügt, mit Ausnahme zweier Gaststätten, über wenig örtliche Infrastruktur. Es ist ein Feuerwehrhaus mit Löschfahrzeug vorhanden.
Der Ort ist Endstation der S-Bahn Hannover, welche von vielen Berufspendlern benutzt wird. Bis zum Jahre 2011 war in Bennemühlen der Umstieg in den Heidesprinter notwendig. In Richtung Mellendorf sowie Soltau ist die Verbindung lediglich eingleisig. Die Bahnstromversorgung endet ebenfalls in Bennemühlen, so dass die Weiterfahrt in Richtung Soltau nur mit dieselbetriebenen Fahrzeugen möglich ist. Heute verkehrt auf der Heidebahn die RB 38 durchgehend von Hannover nach Buchholz.
| Linie | Verlauf | Takt                                              | Betreiber         |
| ----- | --- | ------------------------------------------------- | ----------------- |
| RB38  | Hannover Hbf – Langenhagen Mitte – Mellendorf – Bennemühlen – Schwarmstedt – Walsrode – Soltau – Schneverdingen – Buchholz i.d.N. (– Hamburg-Harburg) (nur am Wochenende) | 60 min                                            | Start Deutschland |
| S 4   | Hildesheim – Emmerke – Barnten – Sarstedt – Rethen (Leine) – Hannover Messe/Laatzen – Hannover Bismarckstraße – Hannover Hbf – Hannover-Nordstadt – Hannover-Ledeburg – Hannover-Vinnhorst – Langenhagen Mitte – Langenhagen Pferdemarkt – Langenhagen-Kaltenweide – Bissendorf – Mellendorf – Bennemühlen Stand: Fahrplanwechsel Juni 2022 | 60 min 30 min (Hannover Hbf–Bennemühlen werktags) | Transdev Hannover |

Bennemühlen wird von drei Buslinien des GVH bedient.

## Persönlichkeiten
- Ferdinand von Bothmer (1758–1826), hannoverscher Verwaltungsjurist
- Axel Prasuhn (* 1945), Jazzmusiker, in Bennemühlen geboren
- Roland Kather (* 1949), Generalleutnant in der Bundeswehr, in Bennemühlen geboren